# Gobierno militar del Ejército de los Estados Unidos en Corea
El Gobierno militar del Ejército de los Estados Unidos en Corea (en hangul, 재조선미육군사령부군정청; romanización revisada, Hangug-ui gunjeong-gi) —también conocido como USAMGIK por sus siglas en inglés de United States Army Military Government in Korea—, fue el gobierno oficial de la parte sur de la península de Corea desde el 8 de septiembre de 1945 hasta el 15 de agosto de 1948. Muchas de las bases del actual sistema de gobierno de Corea del Sur fueron establecidas en este período.
Durante el mismo, el país estaba plagado por un caos político y económico, el cual surgió debido a diversas causas. Los efectos posteriores a la ocupación japonesa aún eran sentidos en la nueva zona de ocupación, así como en la parte soviética en el norte. El descontento popular derivaba del apoyo del gobierno militar estadounidense hacia el gobierno colonial japonés (el cual, una vez removido el mandato japonés, mantuvo los antiguos gobernantes japoneses como asesores); por ignorar a la República Popular de Corea; por censurar y tratar de disolver la República Popular por la fuerza; y finalmente, por apoyar la elección de Naciones Unidas de disolver el país.
Además, el ejército estadounidense no estaba preparado para afrontar el reto de administrar el país, llegando sin ningún conocimiento del idioma o de la situación política. Así, muchas de sus políticas tenían efectos desestabilizadores no deseados. También, muchos refugiados de Corea del Norte (estimados en 400.000) y ciudadanos retornados del extranjero, ayudaron a mantener el país en confusión.

## Inicios
La, en ese entonces, recién fundada República Popular de Corea fue establecida en agosto de 1945, en consulta con autoridades japonesas, y su noticia rápidamente se expandió por todo el país. Poco después de su llegada, el gobierno militar estadounidense la ilegalizó en el sur. El líder de la República Popular, Lyuh Woon-hyung, abdicó y formó el Partido Popular de Corea. La administración estadounidense además se negó a reconocer a los miembros del Gobierno Provisional de la República de Corea, dirigido por Kim Gu, quienes fueron obligados a entrar al país como ciudadanos privados.

## Hechos clave

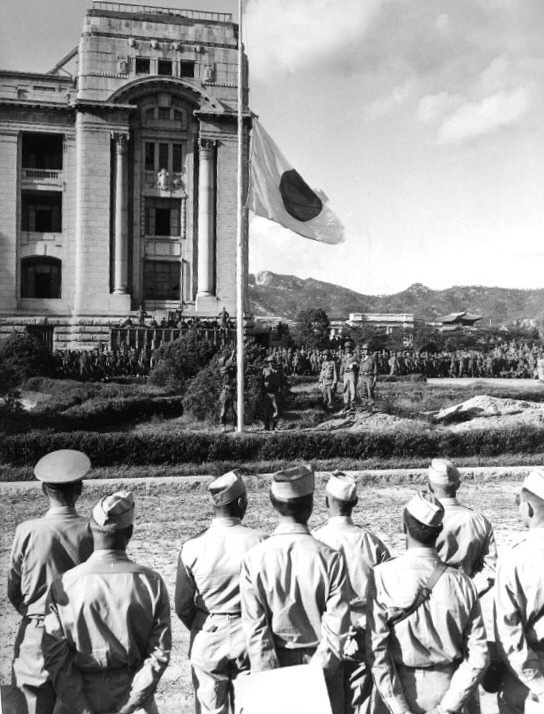
Rendición de las fuerzas japonesas frente al ejército de Estados Unidos. En Seúl, el 9 de septiembre de 1945.

Después de la rendición de Japón, la división en el paralelo 38 marcó el comienzo del fideicomiso soviético y estadounidense sobre el norte y sur de Corea, respectivamente. Las fuerzas armadas estadounidenses llegaron a Incheon el 8 de septiembre de 1945 y establecieron un gobierno militar poco después. Las fuerzas que llegaron Incheon fueron del 24.º Cuerpo del Décimo Ejército de los Estados Unidos. Estaban al mando del Teniente General John R. Hodge, quien tomó el cargo del gobierno. Cuatro días después del arribo a Corea, Hodge le dijo a sus oficiales que Corea «era un enemigo para los Estados Unidos».
El 9 de septiembre, en una ceremonia de rendición, Hodge anunció que el gobierno colonial japonés se mantendría intacto, incluyendo a su personal y a su Gobernador General. Después de una gran protesta, Hodge reemplazó al Gobernador por un estadounidense y removió a todos los jefes gubernamentales japoneses, a pesar de que, a su vez, enlistó a los anteriores burócratas japoneses como asesores.
Encarando con un creciente descontento popular, en octubre de 1945, Hodge estableció el Consejo asesor coreano. La mayoría de los puestos en dicho Consejo fueron dados a miembros del Partido Democrático de Corea, el cual fue formado por el estímulo de Estados Unidos y estuvo principalmente formado por grandes terratenientes, empresarios acaudalados y antiguos oficiales del gobierno colonial. Se les fue ofrecido unirse a unos pocos miembros de la República Popular, pero éstos se negaron y en vez de eso, iniciaron a criticar los nombramientos del Consejo por su colaboración con el anterior gobierno japonés.
Una propuesta fue hecha en 1945 para formar un convenio de fideicomiso a largo plazo. En diciembre de 1945, Estados Unidos y la Unión Soviética acordaron administrar el país bajo una comisión conjunta entre estas dos potencias, como se describió en la Conferencia de Moscú de ministros extranjeros. Se acordó que Corea gobernaría independientemente después de cuatro años supervisión internacional. Sin embargo, tanto Estados Unidos como la Unión Soviética aprobaron gobiernos dirigidos por coreanos en sus territorios correspondientes, cada una de las partes sería aliada a la ideología del poder de ocupación. En el sur, la legislatura y el gobierno interino fueron encabezados por Kim Kyu-sik y Syngman Rhee, respectivamente, y las elecciones para el gobierno interino se encontraron con la Sublevación del otoño de 1946.

## Educación
Entre los primeros edictos promulgados por el gobierno militar estuvo el de la reapertura de todas las escuelas, emitido en noviembre de 1945. No hubo cambios inmediatos en el sistema educativo, el cual simplemente se heredó del período colonial japonés. En este aspecto, así como en otros, el gobierno militar trató de mantener las mismas convenciones del sistema japonés.
Aunque no puso en práctica amplias reformas educativas, el gobierno militar hizo sentar las bases para las reformas que se llevaron a cabo a principios de la Primera República. En 1946, un consejo de, aproximadamente, 100 educadores coreanos fueron convocados para proyectar el futuro de la educación coreana.

## Política
A pesar de que el gobierno militar fue hostil hacia el izquierdismo desde el principio, toleró las actividades de ciertos grupos de esta ideología, incluyendo al Partido Comunista de Corea.
El gobierno buscó establecer un balance entre los grupos de ultraizquierda y ultraderecha para fomentar la moderación. Sin embargo, esto frecuentemente tuvo el efecto opuesto de hacer enojar a los líderes de dichos grupos como Syngman Rhee.
Al mismo tiempo, el gobierno militar enérgicamente les despojó del poder, y eventualmente censuró a las organizaciones populares que los coreanos preferían en vez del gobierno militar, como el gobierno de la República Popular.